# Anna Grodzka
Anna Grodzka (Otwock, 16 de marzo de 1954) es una política de Polonia. Grodzka fue elegida para el Parlamento de Polonia en las elecciones de 2011 como miembro del partido Ruch Palikota («El movimiento de Palikot»).

## Biografía
Nacida en 1954 como Krzysztof Bogdan Bęgowski, se sometió a un proceso de reasignación de género en 2010. Anteriormente era una empresaria, que trabajaba en la industria editorial y cinematográfica.
En 2011 Grodzka se convirtió en la primera persona transgénero en ganar una curul en el parlamento de Polonia. Es también la tercera persona transgénero en conseguir ser votada para un parlamento nacional, siendo las otras dos Georgina Beyer y Vladimir Luxuria.